# Murina suilla
Murina suilla is een zoogdier uit de familie van de gladneuzen (Vespertilionidae). De wetenschappelijke naam van de soort werd voor het eerst geldig gepubliceerd door Temminck in 1840.

## Voorkomen
De soort komt voor in Indonesië, Thailand en Maleisië.